# Pavel Zajíc
Pavel Zajíc (* 1988 Dačice) je český básník a muzikant.

## Život
Vystudoval sdružená uměnovědná studia na Filozofické fakultě Masarykovy univerzity. Žije v Brně, je spolumajitelem ekonomicko-poradenské společnosti a redaktorem časopisu Weles.
V roce 2012 se stal laureátem Literární soutěže Františka Halase a zároveň prvním držitelem Zvláštní ceny Klementa Bochořáka, díky čemuž mu v následujícím roce vyšla debutová sbírka Ona místa. Je zastoupený v antologiích Nejlepší české básně 2015 a Nejlepší české básně 2019. Publikoval v řadě literárních časopisů, v roce 2018 vydal v nakladatelství Větrné mlýny sbírku Peníze, inspirovanou jazykem korporátního světa. S ní souvisí též experimentální projekt penize.date. Je autorem literárního podcastu Korektní poezie.
Je členem mužského pěveckého sboru Láska opravdivá (zpívá bas), dále hraje na klarinet v kapele Ťovajz a spol., která mimo jiné zhudebnila poémy brněnského undergroundového básníka Jaroslava Erika Friče.
Je ženatý a má dvě dcery.

## Dílo
- Ona místa (2013)
- Peníze (2018)
- Vážný román (2023)